# Jugoslawische Eishockeyliga 1988/89
Die Saison 1988/89 war die 47. Spielzeit der jugoslawischen Eishockeyliga, der höchsten jugoslawischen Eishockeyspielklasse. Meister wurde zum ersten Mal in der Vereinsgeschichte überhaupt der KHL Medveščak Zagreb. Topscorer der Liga war der Russe Wiktor Krutow mit 73 Scorerpunkten.

## Endplatzierungen
1. KHL Medveščak Zagreb
2. HK Jesenice
3. HK Partizan Belgrad
4. HK Olimpija Ljubljana
5. HK Roter Stern Belgrad
6. HK Vojvodina Novi Sad